# جدجد قرية النمل
جدجد قرية النمل (الاسم العلمي: Myrmecophilus acervorum) هو نوع من الحشرات يتبع جنس الجدجد النملي من فصيلة الجداجد النملية.